# جلوة متواضعة
الجلوة المتواضعة أو المردن المتواضع أو الأداد المتواضع (باللاتينية: Atractylis humilis) نوع نباتي يتبع جنس الجلوة من الفصيلة النجمية.

## الموئل والانتشار
ينتشر في فرنسا وإسبانيا.

## مرادفات للاسم العلمي
- (باللاتينية: Atractylis gedeonii Sennen)